# Johann Philipp Bach
Johann Philipp Bach (1752 - 1846) fue un organista y pintor alemán.
Hijo de Gottlieb Friedrich Bach, nació y murió en Meiningen. Fue organista de la corte y pintor del gabinete ducal, dejó una muestra de su arte en un retrato de Carl Philipp Emanuel Bach, realizado cuando estaba en Hamburgo.
Fue el último en morir, y al no tener hijos, el último de la dinastía de la familia Bach.